# Distretto di Midnapore Est
Il distretto di Midnapore Est è un distretto del Bengala Occidentale, in India, di 4 445 062 abitanti. Il suo capoluogo è Tamluk.